# Kuweta pomiarowa

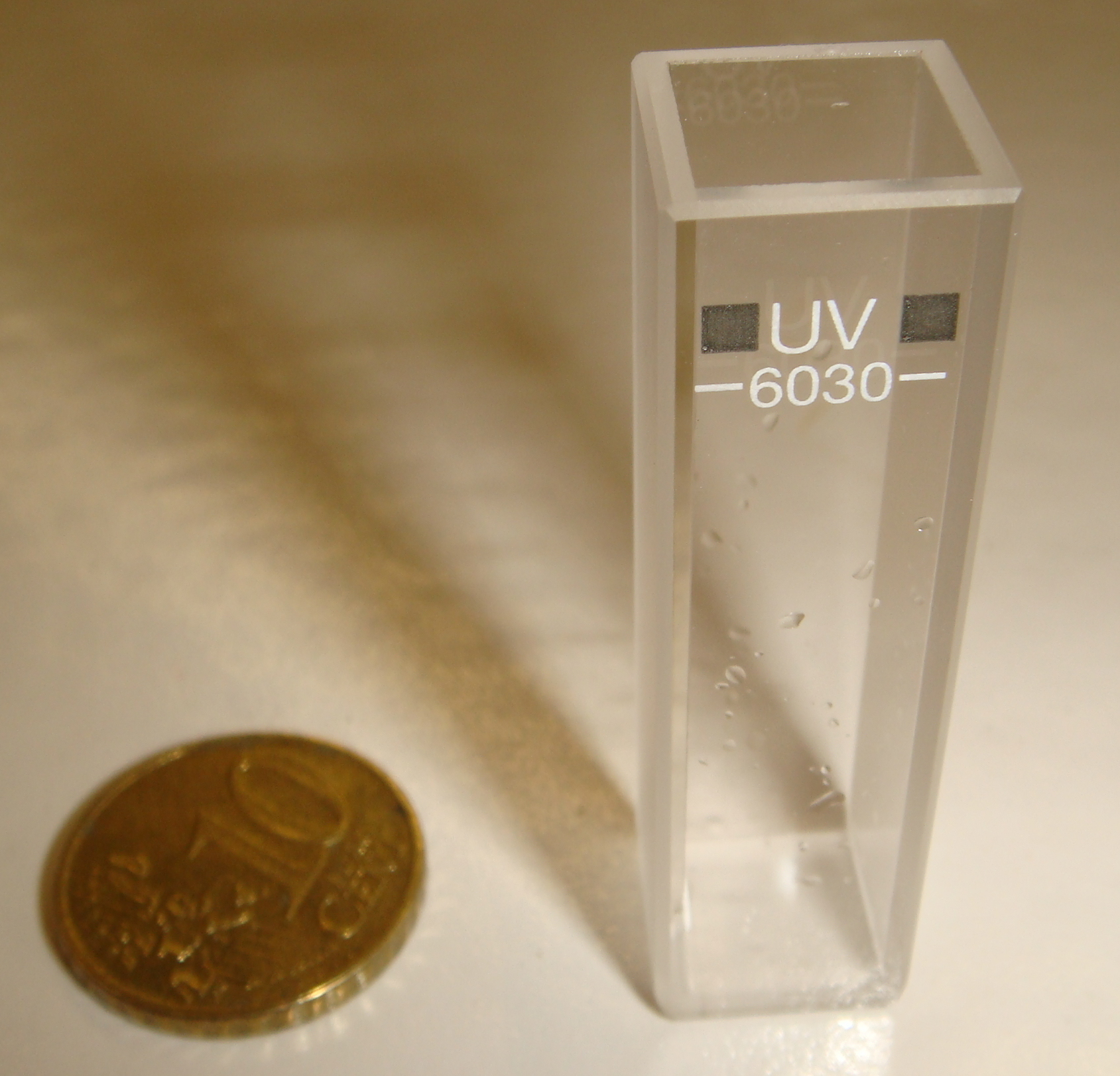
Kuweta kwarcowa do spektrofotometru

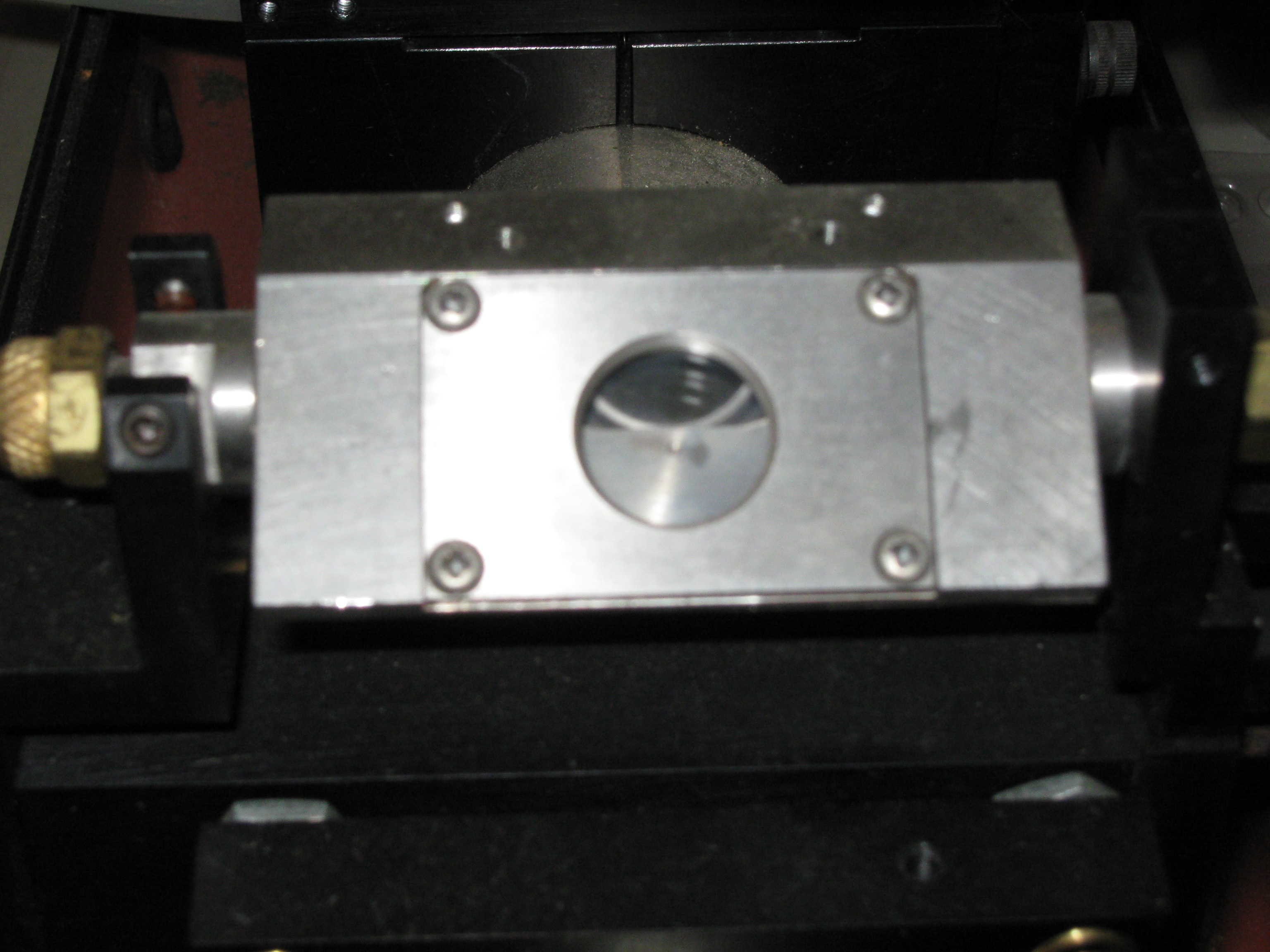
Kuweta lasera barwnikowego

Kuweta pomiarowa (kiuweta) – specjalistyczne naczynie stosowane w laboratoriach chemicznych i biologicznych do wykonywania pomiarów spektrofotometrycznych (UV, VIS, UV-VIS, IR, fluorescencja).

## Kuwety do pomiarów UV i VIS
Kuwety do pomiarów absorpcji światła widzialnego (VIS) i nadfioletu (UV) mają kształt prostopadłościanów o precyzyjnie wyznaczonej długości drogi optycznej dzięki czemu mogą służyć do precyzyjnych analiz ilościowych. Wykonane są z materiału przepuszczalnego dla danej długości światła, np. szkło lub tworzywo sztuczne dla światła widzialnego, kwarc dla nadfioletu. Oprócz kuwet standardowych, stosowane są też kuwety specjalnego przeznaczenia, np. przepływowe, temperaturowe, mikrokuwety i inne.

## Kuwety do pomiarów IR
Kuwety do pomiarów w spektroskopii IR mają dwa osobne okienka zamocowane przy pomocy dodatkowych elementów.
Dzieli się je na dwa rodzaje:
- kuwety gazowe – mogą być "szklane lub "metalowe". Kuwety szklane  mają długości drogi optycznej 2 cm, 5 cm lub 10 cm i mogą być stosowane pod obniżonym ciśnieniem w różnych temperaturach. Określenie kuwety metalowe dotyczy kuwet o przedłużonej drodze optycznej albo kuwet ciśnieniowych.
- kuwety do cieczy i roztworów mogą być – "zamknięte", w których okienka są zacementowane a napełnianie i przepłukiwanie kuwety wykonuje się bez możliwości rozkręcenia; "rozbierane", czyli takie, które do napełniania i czyszczenia muszą zostać otwarte; "rozbierane kuwety zamknięte", które łączą w sobie korzystne cechy kuwet zamkniętych oraz rozbieranych (można je z łatwością otwierać i składać tak aby długość drogi optycznej nie ulegała zmianie)[3].

Okienka kuwet wykonane są z materiałów przepuszczających promieniowanie podczerwone. Najtańszymi materiałami, z których wykonane są okienka to NaCl, KCl czy KBr są one jednak podatne na działanie wilgoci i nie mogą być stosowane do pomiarów roztworów wodnych. Bardzo popularnym materiałem jest tzw. KRS-5 (sól mieszana TlBr i TlI) choć jest on bardzo silnie toksyczny. Jednym z najlepszych materiałów jest krzem, który jest odporny chemicznie i wykazuje przepuszczalność w całym zakresie, w którym bada się związki organiczne tj. 4000-400 cm-1. Szkło jest materiałem nieprzepuszczalnym dla promieniowania podczerwonego i nie jest stosowane.
Do pomiarów w zakresie bliskiej podczerwieni (NIR) stosuje się kwarc.